# Arthur Fery
Arthur Fery (ur. 12 lipca 2002 w Sèvres) – brytyjski tenisista.

## Kariera tenisowa
W 2019 zadebiutował w cyklu ITF Men’s Circuit, a w 2021 w grze deblowej w turnieju głównym ATP Challenger Tour.
W 2021 zagrał w turnieju gry mieszanej na Wimbledonie, grając w parze z Tarą Moore. Przegrali w trzeciej rundzie z Desirae Krawczyk i Nealem Skupskim.
W 2022, wraz z Felixem Gillem, otrzymali dziką kartę na turniej gry podwójnej podczas Wimbledonu. Odpadali oni w drugiej rundzie, po porażce z rozstawioną z numerem 11. niemiecką parą Kevin Krawietz i Andreas Mies. Rok później również zagrał w Wimbledonie, dzięki otrzymanej dzikiej karcie na turniej gry pojedynczej. Przegrał w pierwszej rundzie z Daniiłem Miedwiediewem.
W rankingu gry pojedynczej najwyżej był na 386. miejscu (19 czerwca 2023), a w zestawieniu gry podwójnej na 324. pozycji (20 marca 2023).

## Życie prywatne
Jego matką jest była francuska tenisistka Olivia Féry, natomiast jego ojciec, Loïc Féry, jest francuskim biznesmenem i właścicielem klubu piłkarskiego FC Lorient.